# Campanula hawkinsiana
Espèce
Campanula hawkinsiana est une espèce de plantes de la famille des Campanulacées présente en Grèce et en Albanie.